# Astro Fang: Super Machine
Astro Fang: Super Machine (アストロファング?, Astro Fang) è un videogioco del 1990 sviluppato e pubblicato da A-Wave per Famicom.

## Trama
Astro Fang è ambientato sul pianeta RS-121.

## Modalità di gioco
Il videogioco è composto da sei livelli, ognuno dei quali presenta un boss.